# Shatsk
Shatsk (ucraniano: Шацьк; polaco: Szack) es un asentamiento de tipo urbano de Ucrania perteneciente al raión de Kóvel de la óblast de Volinia.
En 2017, la localidad tenía 5340 habitantes. Entre 2015 y 2020 se formó un municipio con sede en Shatsk, que tiene una población total de unos dieciséis mil habitantes y que incluye treinta pueblos como pedanías.
Se conoce la existencia de la localidad desde 1410, cuando se menciona como un área rural en un documento de Vladislao II de Polonia. En 1595 se menciona por primera vez como una localidad urbana. La localidad es conocida en el país por ubicarse en un entorno lacustre. Hasta 2020 fue capital de su propio raión, en el que hasta 2015 era sede de un pequeño ayuntamiento que únicamente incluía como pedanías a Hayivka y Mélnyky.
Se ubica unos 50 km al noroeste de Kóvel, junto a la frontera con Bielorrusia.